# Kārlis Osis
Kārlis Alfrēds Osis (* 6. Januarjul. / 18. Januar 1900greg. im Russischen Kaiserreich; † unbekannt) war ein lettischer Fußball- und Bandyspieler.

## Karriere
Kārlis Osis spielte in seiner Fußballkarriere für verschiedene Vereine in Riga. Mindestens 1921 war er für den LJS Riga und 1923 für den RFK Riga aktiv. 1925 war Osis Teil der Mannschaft der Universität Lettlands. Ab 1926 spielte Osis zehn Jahre beim LSB Riga, davon sechs Spielzeiten in der Virslīga, der höchsten lettischen Fußballliga.
Osis spielte während seiner Zeit an der Universität auch für die Bandymannschaft.